# Malili (ville)
Pour les articles homonymes, voir Malili.
Malili est le chef-lieu du kabupaten de Luwu oriental dans la province indonésienne de Sulawesi du Sud, dans l’île de Sulawesi. 